# Carlos Rocha (lutador)
Carlos Rocha (Fátima, 11 de janeiro de 1927 - Calgary, 28 de janeiro de 2020) foi um lutador português, conhecido por ter feito parte da WWWF e por ter feito carreira no wrestling internacional, especialmente Canadá e Estados Unidos.

## Biografia

### Wrestling em Portugal
O Wrestling Português é muitas vezes associado ao nome de Tarzan Taborda, especialmente devido à sua influência nesta modalidade e por ter trabalhado quase toda a sua carreira pela Europa e tendo contacto próximo com Portugal. No entanto existe uma figura que é pouco conhecida, pouco falada no mundo do Wrestling Português, e essa figura chama-se Carlos Rocha.
Carlos Rocha é um nome bastante português, e que de certo de distingue internacionalmente, e esse facto é bastante importante neste artigo, pois Carlos Rocha é efectivamente o Wrestler Português com melhor carreira de sempre no mundo.
O “Campeão Português” como este era conhecido nos Estados Unidos, nasceu em 1927 e pouco ou nada se sabe dele aquando o seu crescimento, no entanto começa a ser referido pelos espectáculos de Wrestling que juntamente com Tarzan Taborda e Zé Luís iluminavam os palcos do Parque Mayer e do Coliseu dos Recreios nos anos 40, do século XX.
No entanto a sua carreira nacional ia-se manter bastante jovem, pois Carlos Rocha apostou fortemente numa carreira internacional.
Existem registos que Carlos Rocha combateu pela Europa, especialmente por Espanha e França. No pais dos “nostros hermanos” Rocha era promovido em combates de equipas com um suposto irmão chamado Jack e em França existe registo de uma derrota de Rocha para com Arabet Said em 1950.
A sua carreira viria a mudar quando este viajou para África do Sul, a fim de ter alguns espectáculos no continente africano e foi acompanhado nesta altura por Tarzan Taborda, no entanto o futuro reservava algo melhor para Rocha.

### Viagem para o Norte da América
Existem registos que na década de 60, Carlos Rocha estava já instalado no Continente Americano, mais detalhadamente no país das oportunidades, os Estados Unidos da América, onde este começou por competir em alguns espectáculos na Califórnia, pouco se sabe sobre este tempo, mas o começo de uma nova etapa na vida de Rocha estava a começar. O combate mais notável registado nesta década de 60, terá sido com Peter Maivia em Inglaterra, pois Carlos Rocha mantinha-se em viagem por todo o mundo, inclusive América do Sul.

#### Canadá – International Wrestling – Montreal
Rocha logo após a sua mudança para o país frio do Continente Americano, começou a trabalhar sob as ordens da promoção International Wrestling em Montreal, onde criou uma pequena rivalidade com um actual WWE Hall of Famer, Abdullah The Butcher. Esta rivalidade gerou um evento especial na carreira do português, pois no dia 27 de Dezembro de 1971, Rocha derrotou Abdullah para se tornar World/International Heavyweight Champion (Montreal-Version). Pouco tempo depois Rocha saiu da IW e teve um pouco por todo o Canadá, passando por Vancouver e pela Stampede Wrestling, onde por esta altura já se tinha tornado um nome conhecido no wrestling no Canadá, sendo um conhecido da família Hart, mais precisamente o promotor da Stampede, Stu Hart.

#### Canadá – Maple Leaf Gardens – Ontário
Outro ponto importante na carreira de Carlos Rocha foi a promoção da Maple Leaf Gardens, onde conseguimos pela primeira vez retirar um grande plano de informações da personagem de Rocha.
Carlos Rocha era um wrestler técnico e deveras old-school, fazia-se acompanhar sempre de um casaco azul, tinha uma braçadeira com com o símbolo de Portugal no braço direito e entrava ao som do hino nacional na sua ida para o ringue e era promocionado como o “Portuguese Champion”, no entanto não era mesmo um título, apenas algo para adicionar à sua gimmick e para atrair os fãs portugueses que na altura estavam instalados no Canadá e acreditem ou não, Carlos Rocha era uma carta valiosa na empresa.
Estreou-se na empresa com uma vitória sobre Don Serrano em 1971.
Vários combates foram feitos na sua estadia na MPLW, mas os que mais chamam a atenção foram os 3 combates consecutivos contra o WWE Hall Of Famer, The Sheik. Esses combates quebraram recordes de espectadores, atingindo sempre mais de 14.000 pessoas e onde no seu terceiro combate, atingiram 18.700 pessoas na plateia e Carlos Rocha, babyface, recebia grandes ovações.
O tempo no Canadá e na promoção passou-se bastante rápido, na medida em que Carlos Rocha era agora um lutador bastante conhecido e estava em contacto com wrestlers que se tornariam mais tarde Hall of Famers. Essa atenção toda no Canada, chamou também a atenção à empresa americana World Wide Wrestling Federation (WWWF) de Vince McMahon Sr. e então em 1977, Carlos Rocha torna-se o primeiro português a competir na maior companhia de wrestling do mundo.

### Glória na WWWF e Saída
O sonho começava agora, Carlos Rocha estava na WWWF (actual WWE) e podia continuar com a sua personagem de “Portuguese Champion”, o problema no entanto era a sua idade. Por esta altura Rocha era já um veterano e encontrava-se na casa dos 50 anos. Teve vários combates em live events, assim como combates gravados e passados em televisão, combates esses que eram descritos como “semelhantes” na medida em que Rocha era dominado durante o início, mas acabava por recuperar e por vencer o combate.
É verdade, o nosso português tem um excelente rácio de vitórias e derrotas, com muitas mais vitórias sem duvida alguma.
Apenas esteve 6 meses na companhia, no entanto, teve experiências únicas e tempo para criar umas rivalidades com Doug Dilbert e a conhecida equipa Executioners (Killer Kowalsky e Big John Studd). Os combates individuais com Dilbert, viam quase sempre Rocha como vencedor, no entanto para derrotar a equipa dos Executioner, Rocha alienou-se a uma das maiores lendas do wrestling mundial, Andre The Giant e assim vencer a sua rivalidade.
Rocha pode ainda estar em contacto com Gorilla Monsoon, Vince McMahon, Nikolai Volkoff, Stan Stasiak, Ric Flair e Terry Funk (no Canada nesta época de 77).
Mas isto tudo culminou no momento mais alto da sua carreira, pois Carlos Rocha desafiou “Superstar” Billy Graham, que era o campeão da WWWF na altura, pelo título, para um combate no Sábado de 18 de Junho de 1977 em Providence, Rhode Island perante 7.500 pessoas, num 2 out of 3 Falls Match que infelizmente acabou na derrota da nossa maior lenda do wrestling português, aos 11,06 minutos, no entanto podemos concluir que Rocha conseguiu uma vitória de pinfall sobre o campeão, primeiro porque era um evento especial e segundo, porque estava a competir numa cidade onde emigrantes portugueses se instalaram durante aquela época.
O seu último combate na empresa foi com o seu primeiro inimigo de lá, Doug Dilbert, onde vimos o nosso português sacar a vitória e sair assim da WWWF e regressar ao Canada, onde, combateu mais algumas vezes pela MPLW e onde também perdemos o rasto do mesmo. Rocha desaparecia assim do mapa, e do mundo do pro-wrestling.

## Nowrestling
- Movimentos de finalização
  - Dropkick

- Música de Entrada
  - Hino de Portugal

## Títulos e prémios
- International Wrestling – Montreal
  - World/International Heavyweight Champion (Montreal-Version) (1 vez)